# Velká Šindelná
Velká Šindelná (německy Schindelberg), je hřeben hory Sušina na východním okraji pohoří Králický Sněžník. Je zakončením hřebene, který klesá od Sušiny přes spočinek Tetřeví horu k jiho-jihovýchodu. Nadmořská výška Velké Šindelné je 1195 m. Hřeben Velké Šindelné na jih až jihovýchod nadále klesá. Celý hřeben leží v Olomouckém kraji, část je zalesněna, ale místy jsou rozsáhlé imisní holiny, které postupně zarůstají mlazinami.

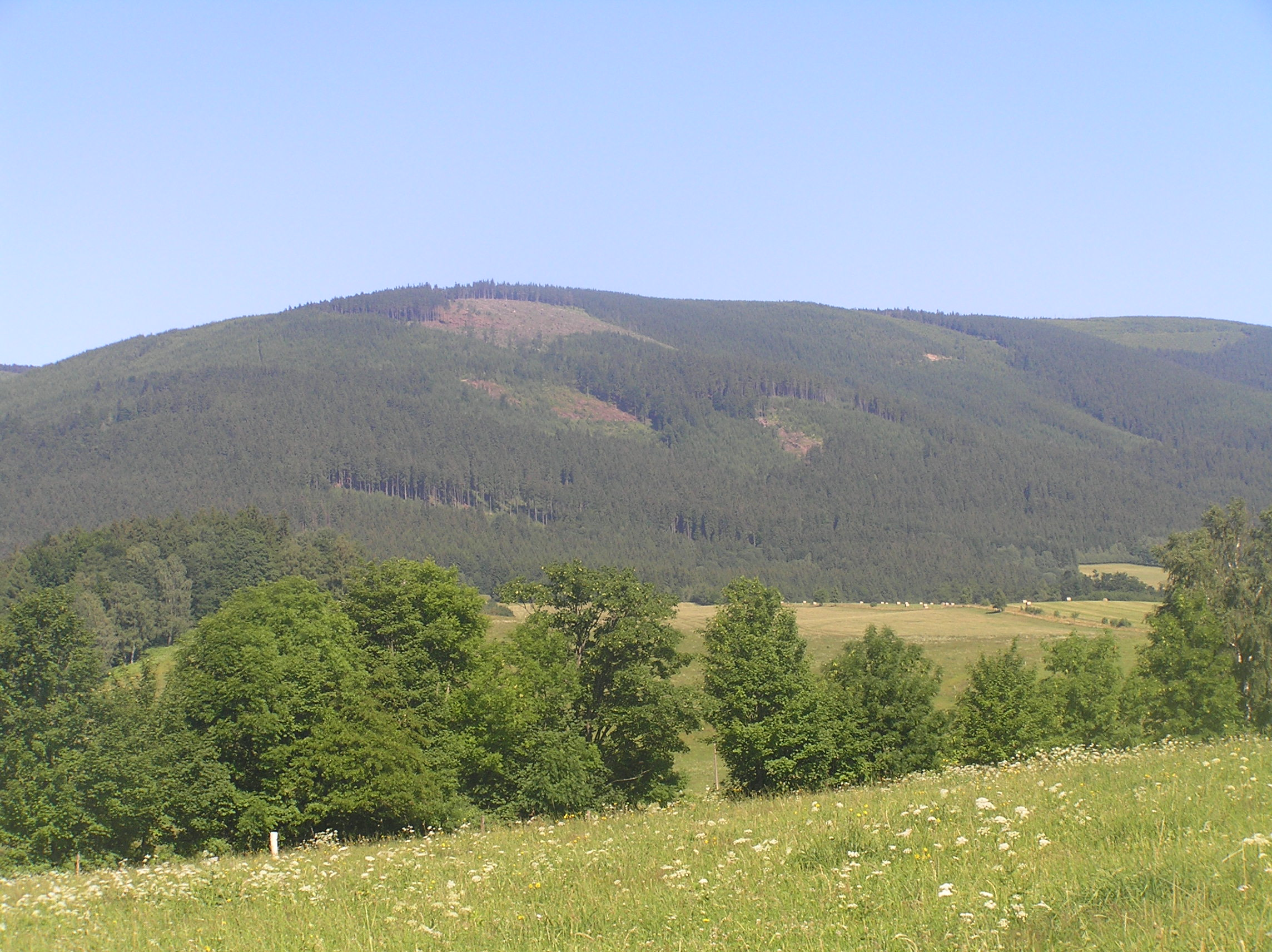
Velká Šindelná od Chrastic

## Hydrologie
Ze svahů Velké Šindelné odtéká voda do přítoků Prudkého potoka a Chrastického potoka, což jsou přítoky řeky Krupé, která se vlévá do Moravy u Hanušovic.

## Ochrana přírody
Oblast Velké Šindelné leží mimo NPR Králický Sněžník (leží pouze v ochranném pásmu), mimo EVL Králický Sněžník i mimo Ptačí oblast Králický Sněžník.

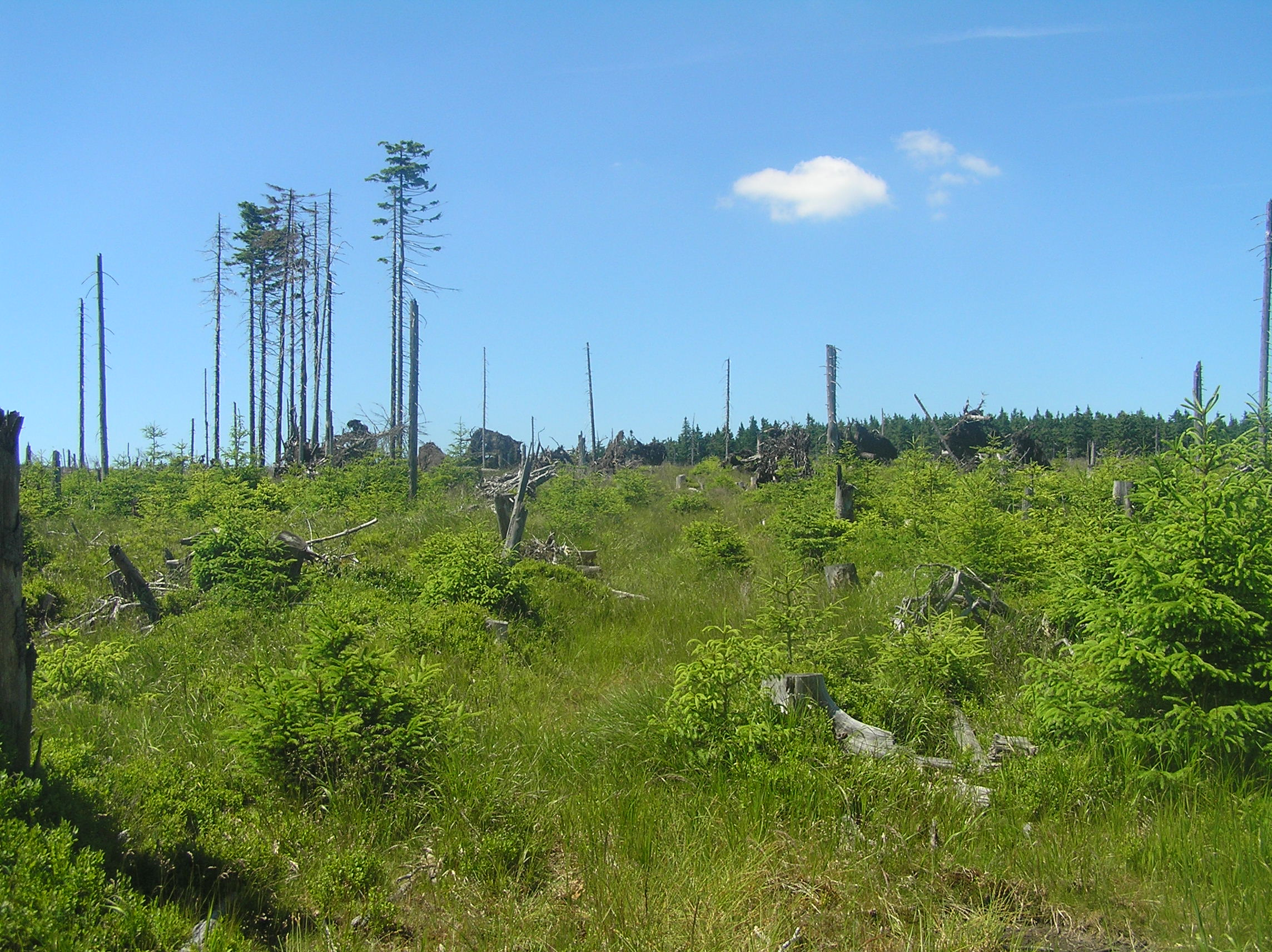
Příroda v okolí hřebenu Velká Šindelná